# 任忠 (南朝)
任忠（?—?），字奉誠，小名蠻奴，南朝陳、隋人。汝阴（今安徽阜阳）人。
出身卑微，善骑射，谲诡多计略，州里少年皆附之。鄱陽王蕭范將其置於左右。侯景之乱时，聚數百人起兵，以功授荡寇将军。曾任后梁衡阳内史，隶属司空华皎，在沌口之战被南朝陈所俘，因为曾给南朝陈密奏而被赦免，历官安湘太守、右军将军。再升迁為霍州刺史，陳後主時封梁信郡公，與孔範不合。隋軍攻陳，陳後主以任忠為鎮東大將軍，自吳興入赴，屯守朱雀門。韩擒虎军直入朱雀门，陈军本來還想反擊，任忠说：“老夫尚降，诸君何事”。最後降於韩擒虎，隨隋军自南掖门攻入建康（南京）。入隋，授开府同三司。後隋文帝曰：“平陳之初，悔不殺蠻奴。受人寄祿，兼當重寄，不能橫尸，云‘無所用力’，與弘演納肝，何其遠也”。

## 延伸阅读
[在维基数据编辑]
 《陳書/卷31》，出自姚思廉《陳書》
 《南史·卷67》，出自李延壽《南史》